# Elezioni parlamentari in Nagorno Karabakh del 2005
Le elezioni parlamentari in Nagorno Karabakh del 2005 si sono tenute il 19 giugno 2005 per il rinnovo dell'Assemblea nazionale (Azgayin Zhoghov).
Gli elettori hanno scelto tra sette partiti e 185 candidati i trentatré membri del parlamento, ventidue dei quali eletti con il sistema proporzionale dei voti di lista, ed i restanti undici con il sistema maggioritario a collegio.
La quota di sbarramento per l'accesso al parlamento era fissata al 10% per i voti ai partiti ed al 15% per i blocchi di liste.

## Votanti
Gli elettori che hanno partecipato al voto sono stati 66776, pari a circa il 78% degli aventi diritto.

## Risultati[4],[5]
|   | Partito                                         | Voti ottenuti | Percentuale voti | Seggi ottenuti |
| - | ----------------------------------------------- | ------------- | ---------------- | -------------- |
| 1 | Partito Democratico dell'Artsakh                | 22393         | 37,6%            | 12             |
| 2 | Libera Patria                                   | 15931         | 26,7%            | 10             |
| 3 | Federazione Rivoluzionaria Armena -Movimento 88 | 14534         | 24,4%            | 3              |
| 4 | Partito Comunista dell'Artsakh                  | 2432          | 4,0%             | -              |
| 5 | Rinascita Morale                                | 2192          | 3,6%             | -              |
| 6 | Armenia Nostra Casa                             | 1265          | 2,1%             | -              |
| 7 | Partito della Giustizia Sociale                 | 788           | 1,2%             | -              |
| 8 | Indipendenti                                    |               |                  | 8              |